# Línea E3 (AUVASA)
La línea E3 de AUVASA era una línea que comenzó a operar el 4 de marzo de 2013 ante la petición de los vecinos del nuevo barrio de Los Santos Pilarica, en la práctica como un refuerzo de la línea  3 . El 2 de enero de 2018 fue sustituida por la línea 33 aumentando los servicios a dicho barrio.

## Frecuencias
| DÍA                | LUGAR DE SALIDA        | HORAS DE SALIDA   |
| ------------------ | ---------------------- | ----------------- |
| Lunes a viernes    | LOS SANTOS PILARICA    | 7:20, 8:20 y 8:55 |
| Lunes a viernes    | DUQUE DE LA VICTORIA 5 | 14:10             |
| Sábados y festivos | SIN SERVICIO           |                   |

- MES DE AGOSTO SIN SERVICIO

## Paradas
Esta línea realizaba las siguientes paradas antes de su desaparición
Nota: Al pinchar sobre los enlaces de las distintas paradas se muestra cuanto tiempo queda para que pase el autobús por esa parada.
| Hacía Duque la Victoria, 5               | Correspondencia con líneas: |
| ---------------------------------------- | --------------------------- |
| C/ Universo Glorieta con C/ Cometa       | -                           |
| C/ Nebulosa esq. Cosmología              | -                           |
| Pº Juan Carlos I esq. Andrómeda          | -                           |
| C/ Puente La Reina 67                    | 3                           |
| C/ Templarios 6 esq. Puente La Reina     | 3                           |
| C/ Cigüeña 43 esq. Villabáñez            | 3 C2                        |
| C/ Cigüeña fte. 20 esq. Pelícano         | 3 18 C2                     |
| C/ Cigüeña 21                            | 3 18 C2                     |
| C/ Cigüeña 1 esq. Pº San Isidro          | 3 18 C2                     |
| Pza. Circular 7 esq. Industrias          | 3 15 17 18 19               |
| C/ Nicolás Salmerón 19 esq. Labradores   | 3 18 19                     |
| Pza. Caño Argales                        | 3 6 9 14 18 19              |
| Pza. Madrid 2                            | 3 6 9                       |
| C/ Duque la Victoria, 5                  | 4 8                         |
| Hacía Los Santos Pilarica                | Correspondencia con líneas: |
| C/ Duque la Victoria 5                   | 4 8                         |
| Pza. Fuente Dorada                       | 1 2 3 6 8 18                |
| C/ López Gómez 13 esq. Fray Luis de León | 3 6 18                      |
| C/ José María Lacort 6 esq. Pza. España  | 3 18                        |
| Pza. Cruz Verde 5                        | 3 15 18 19                  |
| Pza. Circular 11 Ig. Corazón de María    | 3 17 18 19                  |
| C/ Cigüeña 4 Ig. San Isidro              | 3 18 C1                     |
| C/ Cigüeña 14                            | 3 18 C1                     |
| C/ Cigüeña 24 esq. Pelícano              | 3 C1                        |
| C/ Cigüeña 40 esq. Villabáñez            | 3                           |
| C/ Templarios 3 esq. Puente La Reina     | 3                           |
| Pº Juan Carlos I esq. Sánchez Magro      | -                           |
| Pº Juan Carlos I glorieta con C/ Cometa  | -                           |
| C/ Nebulosa esq. Universo                | -                           |
| C/ Universo glorieta con C/ Cometa       | -                           |